# Nuoto ai Giochi della XXIV Olimpiade - 400 metri stile libero maschili
Hanno partecipato alle batterie di qualificazione 49 atleti: i primi 8 si sono qualificati per la finale A i successivi 8 invece si sono qualificati per la finale B.

## Batterie di qualificazione
23 settembre 1988
- Q = Qualificati per la finale A
- q = qualificati per la finale B

| Posizione | Atleta                | Paese               | Tempo   | Note |
| --------- | --------------------- | ------------------- | ------- | ---- |
| 1         | Mariusz Podkoscielny  | Polonia             | 3:49.51 | Q OR |
| 2         | Stefan Pfeiffer       | Germania Ovest      | 3:49.52 | Q    |
| 3         | Artur Wojdat          | Polonia             | 3:49.68 | Q    |
| 4         | Uwe Daßler            | Germania Est        | 3:49.90 | Q    |
| 5         | Kevin Boyd            | Regno Unito         | 3:50.01 | Q    |
| 6         | Anders Holmertz       | Svezia              | 3:50.06 | Q    |
| 7         | Duncan Armstrong      | Australia           | 3:50.64 | Q    |
| 8         | Matthew Cetlfnski     | Stati Uniti         | 3:50.82 | Q    |
| 9         | Ian Brown             | Australia           | 3:51.09 | q    |
| 10        | Rainer Henkel         | Germania Ovest      | 3:51.50 |      |
| 11        | Daniel Jorgensen      | Stati Uniti         | 3:52.64 | q    |
| 12        | Giorgio Lamberti      | Italia              | 3:53.29 |      |
| 13        | Valter Kalaus         | Ungheria            | 3:53.44 | q    |
| 14        | Joerg Hoffmann        | Germania Est        | 3:53.78 | q    |
| 15        | Carlos Scanavino      | Uruguay             | 3:54.86 | q    |
| 16        | Salvador Vassallo     | Porto Rico          | 3:55.30 | q    |
| 17        | Turlough O'Hare       | Canada              | 3:55.35 | q    |
| 18        | Zoltan Szilagyi       | Ungheria            | 3:56.29 | q    |
| 19        | Roberto Gleria        | Italia              | 3:56.33 |      |
| 20        | Darjan Petric         | Jugoslavia          | 3:56.94 |      |
| 21        | Henrik Jangvail       | Svezia              | 3:57.41 |      |
| 22        | Daniel Serra          | Spagna              | 3:57.46 |      |
| 23        | Cristiano Michelena   | Brasile             | 3:57.79 |      |
| 24        | Tony Day              | Regno Unito         | 3:57.91 |      |
| 25        | Alberto Bottini       | Svizzera            | 3:57.92 |      |
| 26        | Gary Vandermeulen     | Canada              | 3:57.99 |      |
| 27        | Alexandre Bazanov     | Unione Sovietica    | 3:58.74 |      |
| 28        | Igor Majcen           | Jugoslavia          | 3:58.90 |      |
| 29        | Jean-Marie Arnould    | Belgio              | 3:59.91 |      |
| 30        | Franck lacono         | Francia             | 4:00.04 |      |
| 31        | Claus Christensen     | Danimarca           | 4:00.46 |      |
| 32        | Yoshiyuki Mizumoto    | Giappone            | 4:02.02 |      |
| 33        | David Castro          | Brasile             | 4:02.48 |      |
| 34        | Ignacio Escamilla     | Messico             | 4:03.16 |      |
| 35        | Carlos Romo           | Messico             | 4:04.02 |      |
| 36        | Kuan Seng Jeffrey Ong | Malaysia            | 4:04.57 |      |
| 37        | Ragnar Gudomundsson   | Islanda             | 4:05.12 |      |
| 38        | Shigeo Ogata          | Giappone            | 4:05.68 |      |
| 39        | Yang Wook             | Corea del Sud       | 4:05.81 |      |
| 40        | Wu Ming-Hsun          | Taipei cinese       | 4:06.66 |      |
| 41        | Jonathan Sakovich     | Guam                | 4:06.89 |      |
| 42        | Kwon Soon-Kun         | Corea del Sud       | 4:08.02 |      |
| 43        | Richard Sam Bera      | Indonesia           | 4:08.70 |      |
| 44        | Desmond Koh           | Singapore           | 4:15.54 |      |
| 45        | Arthur Li             | Hong Kong           | 4:18.50 |      |
| 46        | Julian Boiling        | Sri Lanka           | 4:18.88 |      |
| 47        | Bassam Alansari       | Emirati Arabi Uniti | 4:39.36 |      |
| 48        | Émile Lahoud          | Libano              | 4:47.09 |      |
| 49        | Mohammed Binabid      | Emirati Arabi Uniti | 4:47.28 |      |

## Finale A
19 settembre 1988
| Posizione | Atleta               | Paese          | Tempo   | Note |
| --------- | -------------------- | -------------- | ------- | ---- |
|           | Uwe Daßler           | Germania Est   | 3:46.95 | WR   |
|           | Duncan Armstrong     | Australia      | 3:47.15 |      |
|           | Artur Wojdat         | Polonia        | 3:47.34 |      |
| 4         | Matthew Cetlinski    | Stati Uniti    | 3:48.09 |      |
| 5         | Mariusz Podkoscielny | Polonia        | 3:48.59 |      |
| 6         | Stefan Pfeiffer      | Germania Ovest | 3:49.96 |      |
| 7         | Kevin Boyd           | Regno Unito    | 3:50.16 |      |
| 8         | Anders Holmertz      | Svezia         | 3:51.04 |      |

## Finale B
| Posizione | Atleta            | Paese        | Tempo   |
| --------- | ----------------- | ------------ | ------- |
| 9         | Joerg Hoffmann    | Germania Est | 3:52.13 |
| 10        | Valter Kalaus     | Ungheria     | 3:53.24 |
| 11        | Turlough O'Hare   | Canada       | 3:54.33 |
| 12        | Carlos Scanavino  | Uruguay      | 3:54.36 |
| 13        | Ian Brown         | Australia    | 3:54.63 |
| 14        | Daniel Jorgensen  | Stati Uniti  | 3:55.34 |
| 15        | Salvador Vassallo | Porto Rico   | 3:55.39 |
| 16        | Zoltan Szilagyi   | Ungheria     | 3:56.00 |